# Dettah
| Dettah Detah                         |                            |
|                                      |                            |
| Coordenadas: 62°24′41"N, 114°18′27"O |                            |
| Território                           | Territórios do Noroeste    |
|                                      |                            |
| Área                                 |                            |
| - Cidade                             | 1,34 km², 0,52 mi²         |
| Altitude                             | 179 m, 587 ft              |
| Fuso horário                         | UTC -7/-6                  |
| População ([[]])                     |                            |
| - Cidade                             | 247                        |
| - Densidade                          | 184,9 hab/km², 479 hab/mi² |

Dettah é uma comunidade canadense localizada na Região de North Slave, Territórios do Noroeste. É uma das cidades chamadas como Primeiras Nações.